# کولمانت (کلرادو)
کولمانت (به انگلیسی: Coalmont) یک منطقهٔ مسکونی در ایالات متحده آمریکا است که در شهرستان جکسون، کلرادو واقع شده‌است. کولمانت  ۲٬۵۰۴ متر بالاتر از سطح دریا واقع شده‌است.